# (36436) 2000 PT22
2000 PT22 (asteroide 36436) é um asteroide da cintura principal. Possui uma excentricidade de 0.08601980 e uma inclinação de 4.10901º.
Este asteroide foi descoberto no dia 2 de agosto de 2000 por LINEAR em Socorro.